# Denticulella polydonta
Denticulella polydonta är en rundmaskart. Denticulella polydonta ingår i släktet Denticulella, och familjen Chromadoridae. Arten är reproducerande i Sverige.